# Lysionotus serratus
Lysionotus serratus là một loài thực vật có hoa trong họ Tai voi. Loài này được D. Don mô tả khoa học đầu tiên năm 1822.